# 1927
1927 (MCMXXVII) byl rok, který dle gregoriánského kalendáře započal sobotou.

## Události

### Československo
- 25.–28. března – IV. sjezd Komunistické strany Československa.
- 27. května – Třetí volba prezidenta Masaryka.
- 14. července – V Československu byl vydán zákon o organizaci politické správy, který znamenal zásadní územněsprávní reformu; základem rozdělení se staly země (Česká, Moravskoslezská, Slovenská a Podkarpatoruská).

### Svět
- 22. května – Otřesy půdy v provincii Nan-šan v Číně zahubily 200 000 lidí.
- 24. června – Rumunský politik Corneliu Zelea Codreanu zakládá fašistickou organizaci a politickou stranu Železná garda.
- 15. července – V Rakousku při střetech mezi paramilitantními skupinami a policií zraněno více než 600 osob.
- 23. srpen – popraveni anarchisté Ferdinando Nicola Sacco a Bartolomeo Vanzetti.
- květen – Americký pilot Charles Lindbergh jako první člověk přeletěl bez mezipřistání Atlantský oceán (trasa letu Long Island – Paříž), let trval 33 hodin a 29 minut.
- 30. září – Byla založena Mezinárodní federace knihovnických sdružení a institucí.
- Představitel ruské pravoslavné církve metropolita Sergej podepisuje naprostou loajalitu církve na sovětské moci.
- Začaly práce na sousoší čtyř amerických prezidentů Mount Rushmore v Jižní Dakotě.
- Australským hlavním městem se místo  Melbourne stala Canberra.

## Vědy a umění
- 6. října – Slavnostní premiéra prvního zvukového filmu, tzv. talkie, Jazzový zpěvák, ve kterém zaznělo 290 slov a s písněmi trval 89 minut.
- 5. listopadu – Premiéra hry Voskovce a Wericha Těžká Barbora v Osvobozeném divadle.
- 22. listopadu
  - Premiéra Gershwinova muzikálu Funny Face v New Yorku na libreto bratra Iry Gershwina v nově otevřeném Alvin Theatre
  - Premiéra baletu Bolero na hudbu Maurice Ravela v pařížské opeře

## Sport
- 29. listopadu – José Raúl Capablanca ztratil titul mistra světa v šachu po prohře s Alexandrem Aljechinem.

## Nobelova cena
- Nobelova cena za fyziku – Charles Thomson Rees Wilson a Arthur Holly Compton
- Nobelova cena za fyziologii a lékařství – Julius Wagner-Jauregg za objev léčivého účinku naočkování malárie nemocným progresivní paralýzou
- Nobelova cena za chemii – Heinrich Otto Wieland za objasnění struktury žlučových kyselin a příbuzných látek
- Nobelova cena za literaturu – Henri Bergson (Francie)
- Nobelova cena za mír – Ferdinand Buisson a Ludwig Quidde

## Narození

### Česko
- 06. ledna

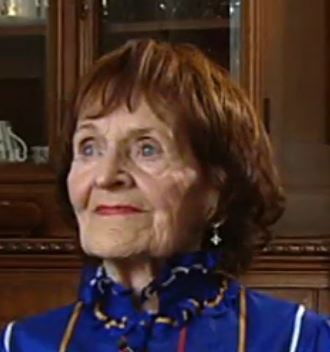
Jiřina Fikejzová (* 13. dubna; hudebnice)

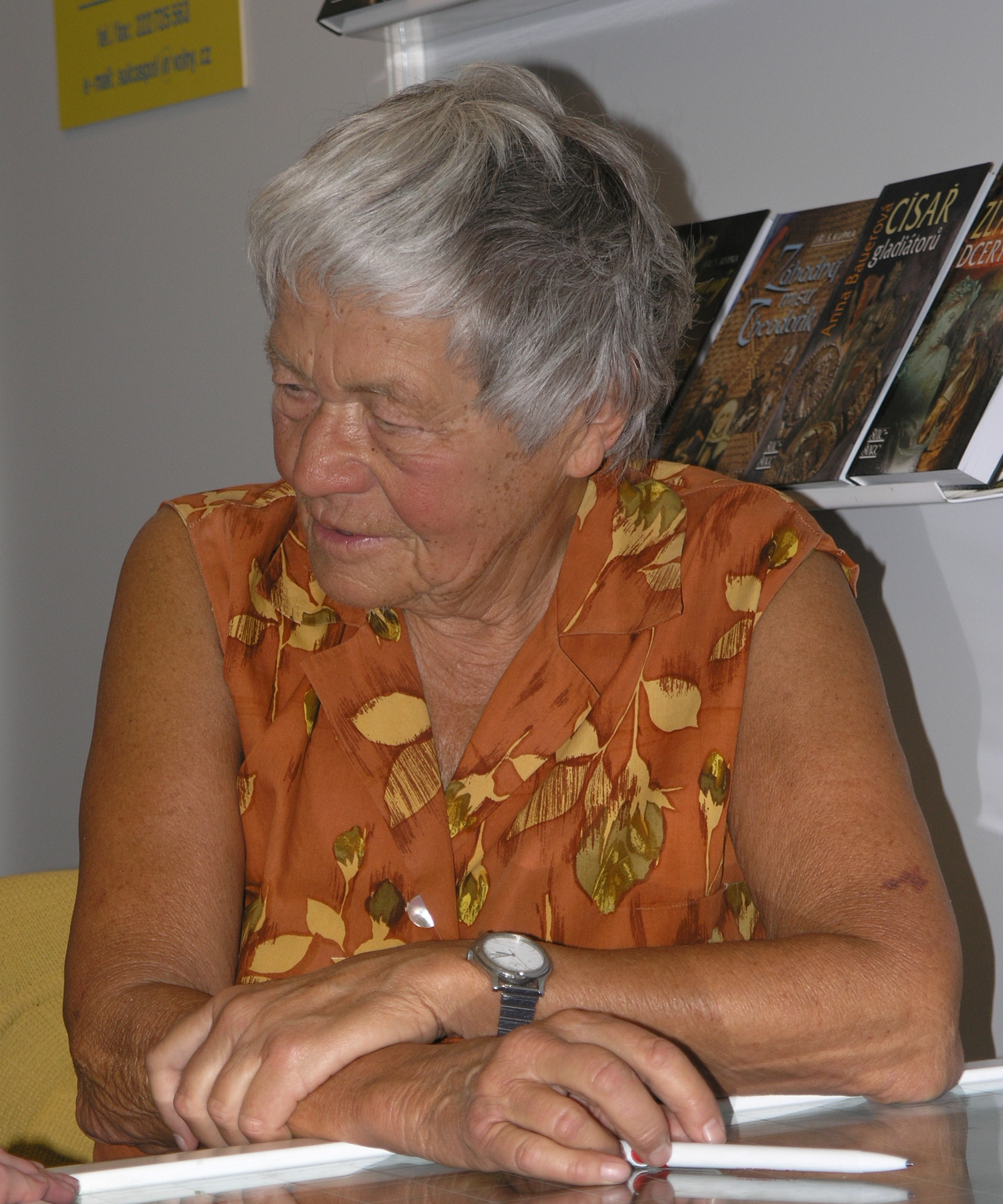
Ludmila Vaňková (* 9. května; prozaička)

  - Karel Kyncl, reportér a novinář († 1. dubna 1997)
  - Josef Vaniš, kameraman a fotograf († 12. února 2009)
- 07. ledna – Milan Ryšavý, houslista, spisovatel, historik a hudební organizátor († 3. února 2016)
- 08. ledna
  - František Kautman, literární historik a spisovatel († 18. června 2016)
  - Jana Hliňáková, slovenská herečka působící v Čechách († po 1981)
- 12. ledna – Pravoslav Kneidl, knihovník, bibliograf a literární historik († 4. listopadu 2003)
- 14. ledna – Zuzana Růžičková, klavíristka a cembalistka († 27. září 2017)
- 15. ledna
  - Vladislav Klener, lékař a ředitel Státního ústavu radiační ochrany
  - Karel Oliva, jazykovědec polonista a lexikograf († 22. srpna 2005)
- 16. ledna
  - Oldřich Daněk, dramatik, spisovatel, režisér a scenárista († 3. září 2000)
  - Břetislav Hartl, spisovatel († 21. listopadu 2010)
- 19. ledna – Bernard František Palka, převor kláštera premonstrátů v Nové Říši († 31. prosince 2015)
- 20. ledna – Milan Kubát, ministr elektrotechnického průmyslu ČSSR († 2022)
- 21. ledna – Josef Hejzlar, historik umění, sinolog, překladatel a publicista († 4. ledna 2012)
- 27. ledna
  - Alena Karešová, herečka († 19. července 2019)
  - Milan Hübl, historik, vysokoškolský učitel, akademik a politik († 28. října 1989)
- 05. února
  - Pavla Horská, historička († 28. prosince 2021)
  - František Živný, hudební skladatel († 30. prosince 2006)
  - František Pacík, sochař († 14. srpna 1975)
- 08. února – Zdeněk Zouhar, hudební skladatel a muzikolog († 18. listopadu 2011)
- 11. února – Jaroslav Peprník, filolog
- 12. února – Věněk Šilhán, ekonom a politik († 9. května 2009)
- 14. února – Ján Tabaček, ministr zahraničního obchodu Československa († 8. ledna 2006)
- 16. února – Jan Bůžek, hudební skladatel a pedagog († 3. prosince 2005)
- 08. března
  - Josef Berg, hudební skladatel, spisovatel a hudební vědec († 26. února 1971)
  - Jaromír Podešva, hudební skladatel a pedagog († 9. listopadu 2000)
- 10. března – Antonín Procházka, soudce Ústavního soudu († 9. února 2006)
- 11. března – Josef Tesař, volejbalista († 29. června 2007)
- 16. března
  - Josef Jedlička, prozaik a esejista († 5. prosince 1990)
  - Miloš Kirschner, loutkář, herec, zpěvák a hlavní interpret Divadla Spejbla a Hurvínka († 2. července 1996)
- 17. března – Vlastimil Koubek, architekt († 15. února 2003)
- 19. března – Josef Vodák, hudební skladatel († 13. prosince 2018)
- 23. března – Pavel Hejcman, spisovatel a politik († 17. července 2020)
- 27. března – Jiří Horčička, rozhlasový režisér († 27. března 2007)
- 31. března – Lubomír Kostelka, herec († 28. listopadu 2018)
- 05. dubna
  - Petr Kopta, básník a překladatel († 4. července 1983)
  - Otto Lackovič, český herec slovenského původu († 4. února 2008)
- 09. dubna – Jaroslav Foltýn, dirigent, hudební skladatel a pedagog († 16. března 2020)
- 10. dubna – Maxmilian Hornyš, herec († 24. ledna 2015)
- 12. dubna – Jindřich Pokorný, překladatel, editor a spisovatel († 23. srpna 2014)
- 13. dubna – Jiřina Fikejzová, textařka a hudební scenáristka († 2. září 2020)
- 15. dubna – Josef Crha, československý fotbalový reprezentant († 12. února 1998)
- 19. dubna – Zdeněk Šimek, sochař a malíř († 27. října 1970)
- 22. dubna – Rudolf Altschul, básník, účastník druhého odboje († ? 1945)
- 23. dubna – Jiří Kovtun, básník, prozaik, historik a novinář († 8. září 2014)
- 24. dubna – Josef Brož, československý volejbalový reprezentant († 19. března 2005)
- 29. dubna – Jozef Remek, československý vojenský letec, generál († 30. dubna 2002)
- 01. května – Věra Sládková, básnířka, prozaička a dramatička († 2. dubna 2006)
- 05. května
  - Eva Fuková, americká fotografka českého původu († 25. listopadu 2015)
  - Karel Pátek, fyzik († 25. listopadu 1967)
- 07. května – Jiří Janáček, literární vědec, kritik a publicista († 14. února 2023)
- 09. května
  - Ludmila Vaňková, prozaička († 3. února 2022)
  - Ferdinand Seibt, německý historik českého původu († 7. dubna 2003)
- 10. května – Ladislav Hejdánek, filosof († 28. dubna 2020)
- 11. května – Marie Kovářová, sportovní gymnastka a olympionička († 4. ledna 2023)
- 12. května – Jan Šejna, československý politik a generál († 23. srpna 1997)
- 13. května – Jakub Schwarz Trojan, teolog a filosof
- 20. května – František Kotlaba, botanik († 11. června 2020)
- 21. května – Jan Hladík, výtvarník († 3. června 2018)
- 23. května – Vladimír Nekuda, archeolog († 10. května 2006)
- 25. května – Anna Ferencová, herečka († 10. května 2020)
- 26. května – Dobroslav Čech, herec († 1. března 1997)
- 27. května – Arnošt Sádlík, kytarista, loutnista a hudební pedagog († 21. srpna 1998)
- 30. května – Anděla Dvořáková, předsedkyně Českého svazu bojovníků za svobodu († 5. září 2011)
- 04. června
  - Hana Bořkovcová, spisovatelka († 25. února 2009)
  - Jiří Pešek, československý fotbalový reprezentant († 20. května 2011)
- 06. června
  - Pavel Machonin, sociolog († 14. července 2008)
  - Jiřina Adamcová, akademická malířka a grafička († 1. února 2019)
- 07. června – Eva Chmelařová-Siblíková, výtvarná umělkyně († 16. března 2013)
- 08. června
  - Alena Málková-Vimrová, malířka a spisovatelka († 25. dubna 2018)
  - Milan Smolka, ministr – předseda Výboru pro pošty a telekomunikace
  - Miloslav Jágr, průmyslový výtvarník a malíř († 23. srpna 1997)
- 09. června – Viktor Rudiš, architekt
- 10. června – Ladislav Kubala, československý fotbalový reprezentant († 17. května 2002)
- 12. června – Stanislav Rosypal, mikrobiolog a molekulární biolog († 22. srpna 2012)
- 16. června – Oldřich Leška, lingvista, rusista a slavista († 9. srpna 1997)
- 18. června – Otta Bednářová, disidentka, novinářka, spisovatelka, scenáristka († 5. září 2023)
- 19. června
  - Dušan Josef, autor monografií o mostech († 10. prosince 2017)
  - Karel Kupka, hudební skladatel a sbormistr († 26. října 1985)
- 22. června
  - Ladislav Schmied, astronom († 29. března 2012)
  - Miroslav Mikulecký, profesor vnitřního lékařství a biometrie († 25. ledna 2015)
- 26. června – František Kalina, ministr lesního a vodního hospodářství
- 28. června – Ladislav Rusek, skaut, výtvarník, publicista a básník († 27. července 2012)
- 29. června – Ludvík Mucha, kartograf, historik kartografie († 13. května 2012)
- 01. července – Ladislav Bařinka, plastický chirurg († 28. července 2020)
- 02. července – František Šedivý, spisovatel a politický vězeň († 23. února 2021)
- 03. července – Zdeňka Honsová, sportovní gymnastka a olympionička († 16. května 1994)
- 11. července – Miloslav Stibor, fotograf († 7. března 2011)
- 13. července – Zbyněk Brynych, režisér a scenárista († 24. srpna 1995)
- 20. července – Luboš Hruška, politický vězeň komunistického režimu († 30. června 2007)
- 21. července – Vlastimil Lejsek, klavírista a hudební skladatel († 12. března 2010)
- 23. července – Milan Sobotka, filosof († 22. března 2024)
- 25. července – Josef Adámek, řezbář a akademický sochař († 18. května 2000)
- 27. července – Stanislav Remunda, herec († 21. května 2012)
- 02. srpna – Karel Mareš, hudební skladatel, režisér, klavírista († 14. listopadu 2011)
- 07. srpna – Jiří Malásek, klavírista a hudební skladatel († 26. září 1983)
- 09. srpna – Josef Janouš, klarinetista česko-francouzského původu († léto 2012)
- 11. srpna
  - Vojtěch Engelhart, převor-administrátor Emauzského kláštera v Praze († 13. února 2006)
  - Václav Babka, herec († 1. července 2010)
- 12. srpna
  - Ivan Růžička, hudební skladatel, dirigent a herec († 17. prosince 2014)
  - Stanislav Staněk, akademický malíř († 28. září 2011)
  - Vladislav David, profesor mezinárodního práva († 11. března 2014)
- 14. srpna – Stanislav Duchoň, hobojista († 29. ledna 2020)
- 15. srpna – Leopold Chalupa, vrchní velitel sil NATO pocházející z Čech († 30. července 2021)
- 16. srpna
  - Jiří Matoušek, basketbalista († 14. března 2012)
  - František Ipser, fotbalista († 8. prosince 1999)
- 18. srpna – Antonín Pšurný, atlet, sokol, ragbista († 11. května 2017)
- 21. srpna – Ladislav Helge, režisér a scenárista († 31. ledna 2016)
- 30. srpna – Jiří Hlaváček, mykolog († 20. ledna 2002)
- 02. září – Vlastimil Ševčík, právník, ústavní soudce a politik († 15. prosince 2002)
- 03. září – Zdeněk Palcr, sochař, restaurátor, výtvarný teoretik a typograf († 12. července 1996)
- 09. září – Jaroslav Matějka, spisovatel, filmař, historik († 17. dubna 2010)
- 14. září – Karel Pezl, náčelník Generálního štábu Armády České republiky († 10. října 2022)
- 16. září – Karel Gut, československý hokejový reprezentant († 6. ledna 2014)
- 23. září – Jiří Hejský, československý fotbalový reprezentant († 23. července 1998)
- 26. září – Josef Pacák, profesor organické chemie († 2. června 2010)
- 30. září – Vladimír Benda, teolog a filosof († 7. července 2010)
- 01. října
  - Miloslav Cicvárek, malíř, grafik, sochař a restaurátor († 15. července 2007)
  - Nina Jiránková, herečka († 4. října 2014)
  - František Spurný, historik, archivář a publicista († 24. listopadu 2004)
- 04. října – Vladimír Kobranov, československý hokejový reprezentant († 25. října 2015)
- 8. října – Miroslav Kutílek, pedolog a spisovatel († 4. října 2016)
- 10. října – Jan Pavlíček, matematik
- 14. října – Emil Pažický, československý fotbalový reprezentant († 21. listopadu 2003)
- 17. října – Stanislav Neumann, básník († 18. září 1970)
- 22. října – Pavel Šmok, tanečník, herec, režisér a choreograf († 4. dubna 2016)
- 26. října – Ronald Kraus, textař († 7. ledna 1996)
- 27. října – Jiří Matys, skladatel a hudební pedagog († 10. října 2016)
- 28. října – Jan Hána, sochař († 20. září 1994)
- 02. listopadu – Jaroslav Šabata, levicový politik, filozof a psycholog († 14. června 2012)
- 04. listopadu – Zdeněk Pešat, literární vědec, historik a estetik († 29. března 2010)
- 11. listopadu
  - Bohumil Menšík, československý voják a příslušník operace Destroyer († 20. ledna 1984)
  - Edgar Knobloch, historik, polyglot a spisovatel († 3. února 2013)
- 12. listopadu – František Šťastný, motocyklový závodník († 8. dubna 2000)
- 17. listopadu – Kamil Zvelebil, indolog, tamilista a drávidista († 17. ledna 2009)
- 18. listopadu – Karel Hudec, zoolog a ekolog († 10. listopadu 2017)
- 22. listopadu – Karel Kukal, skaut a politický vězeň († 6. března 2016)
- 11. prosince – Jan Žbánek, malíř, ilustrátor, grafik a typograf
- 26. prosince – Dušan Hendrych, odborník na správní právo († 25. ledna 2021)

### Svět
- 1. ledna

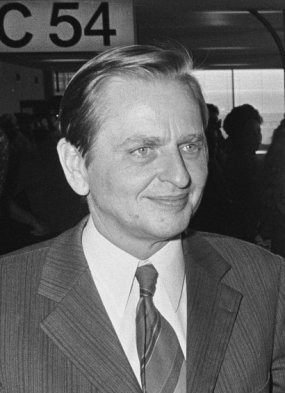
Olof Palme (* 30. ledna)

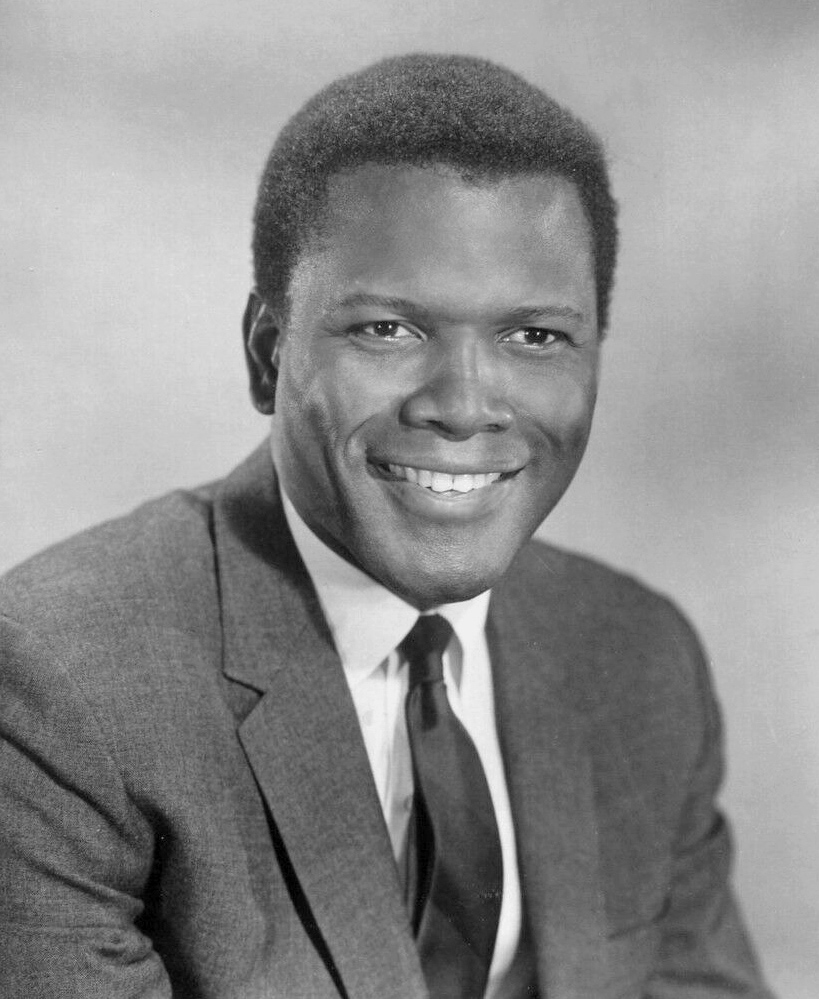
Sidney Poitier (* 20. února)

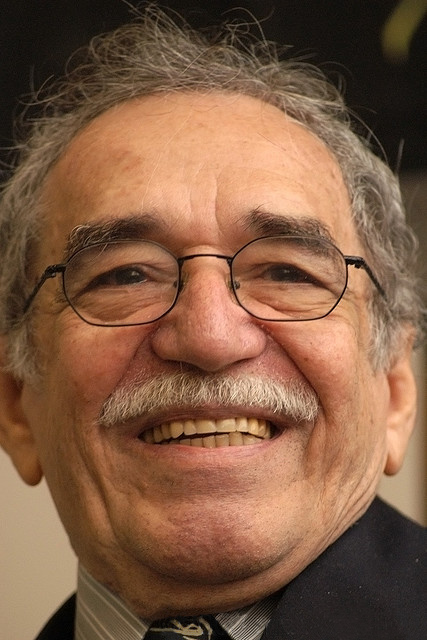
Gabriel García Márquez (* 6. března)

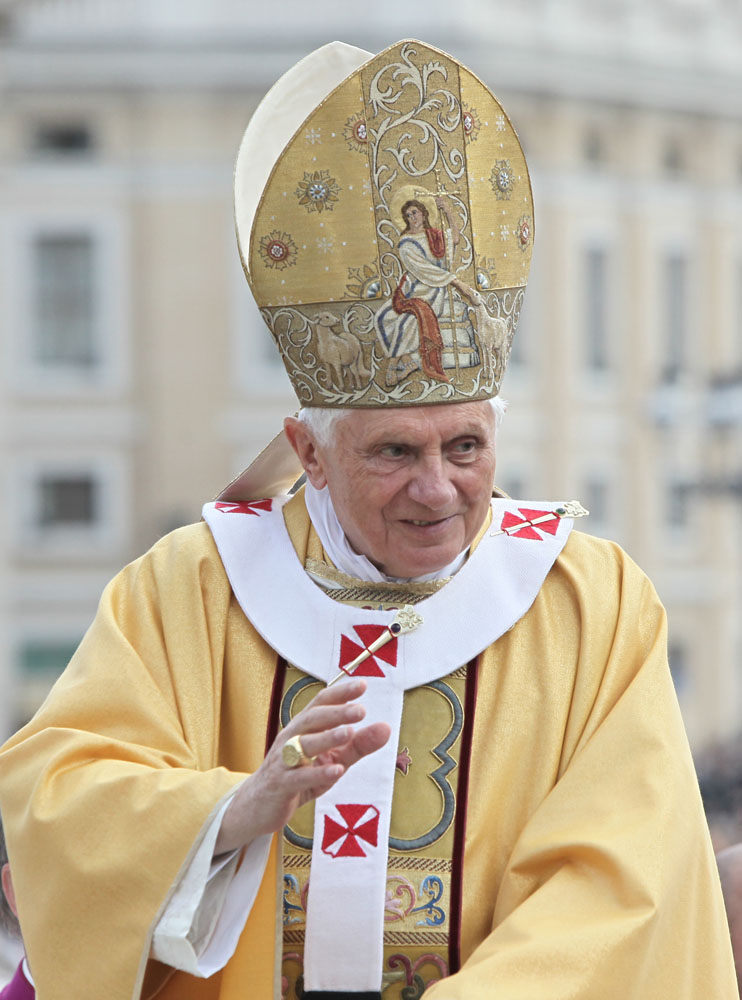
Benedikt XVI. (* 16. dubna)

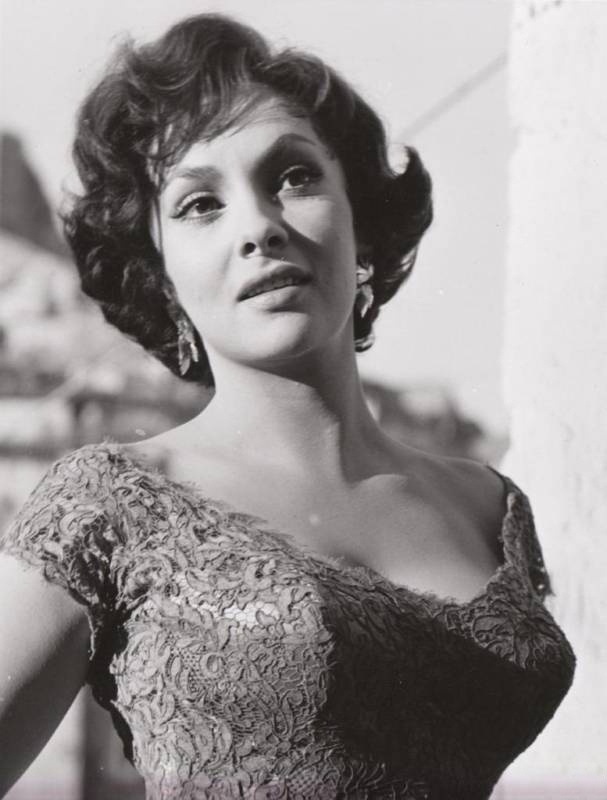
Gina Lollobrigida (* 4. července)

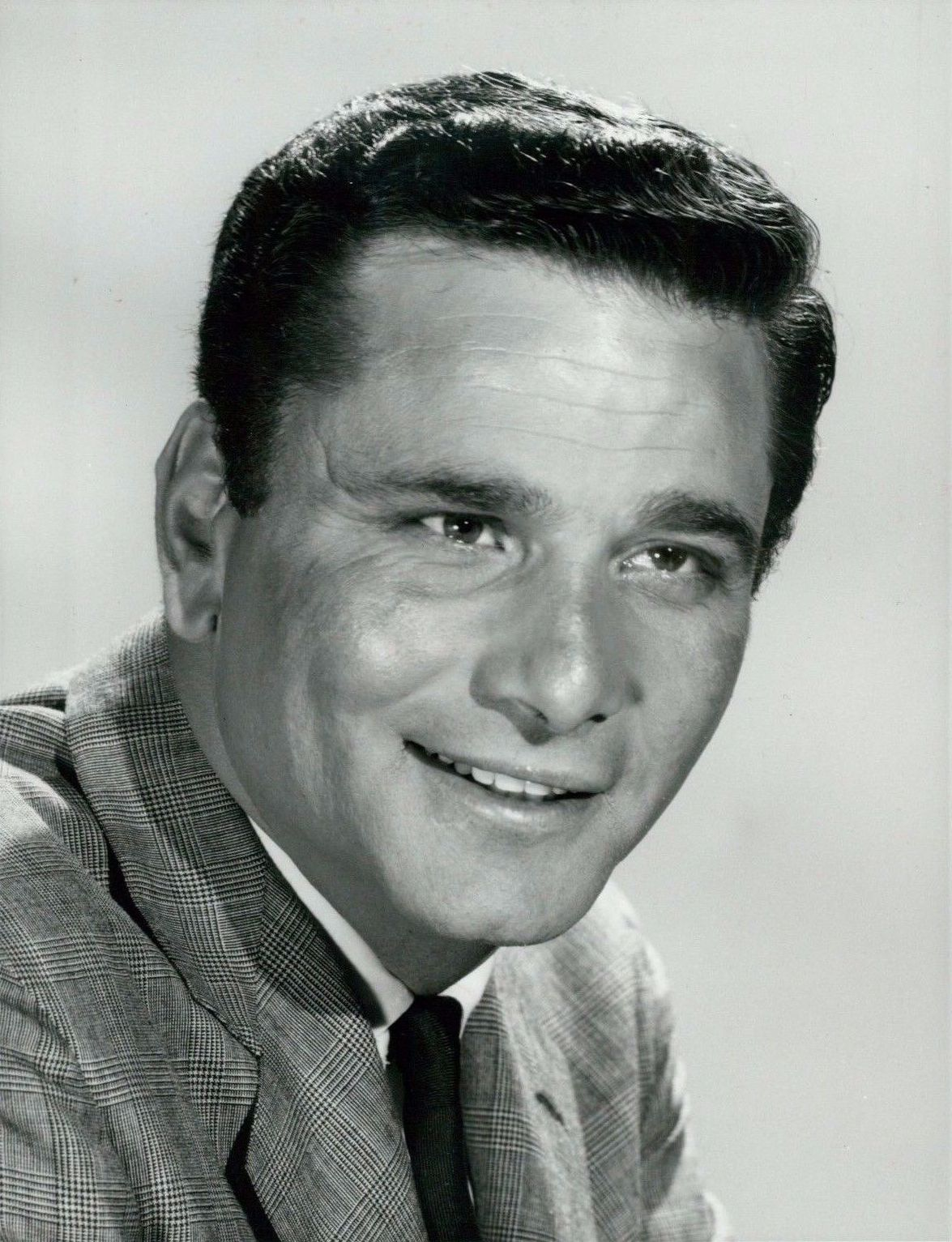
Peter Falk (* 16. září)

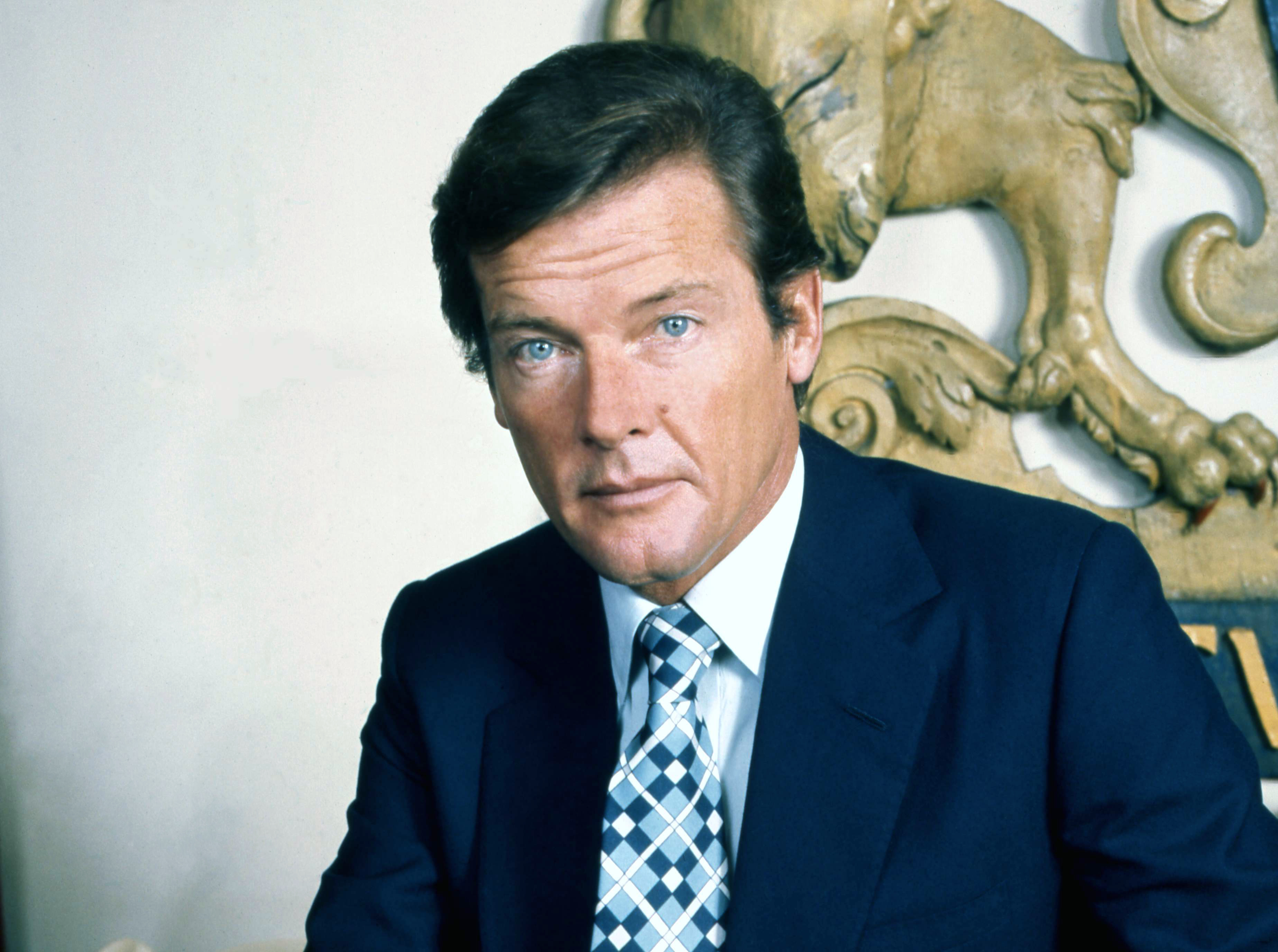
Roger Moore (* 14. října)

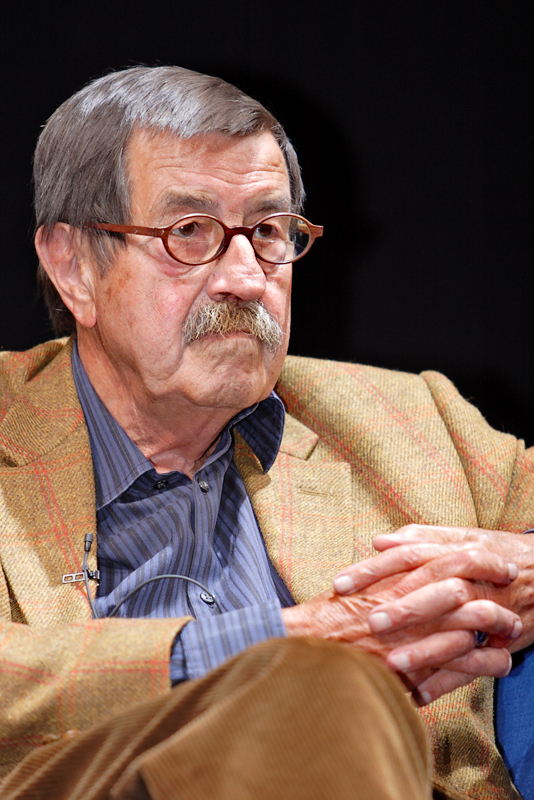
Günter Grass (* 16. října)

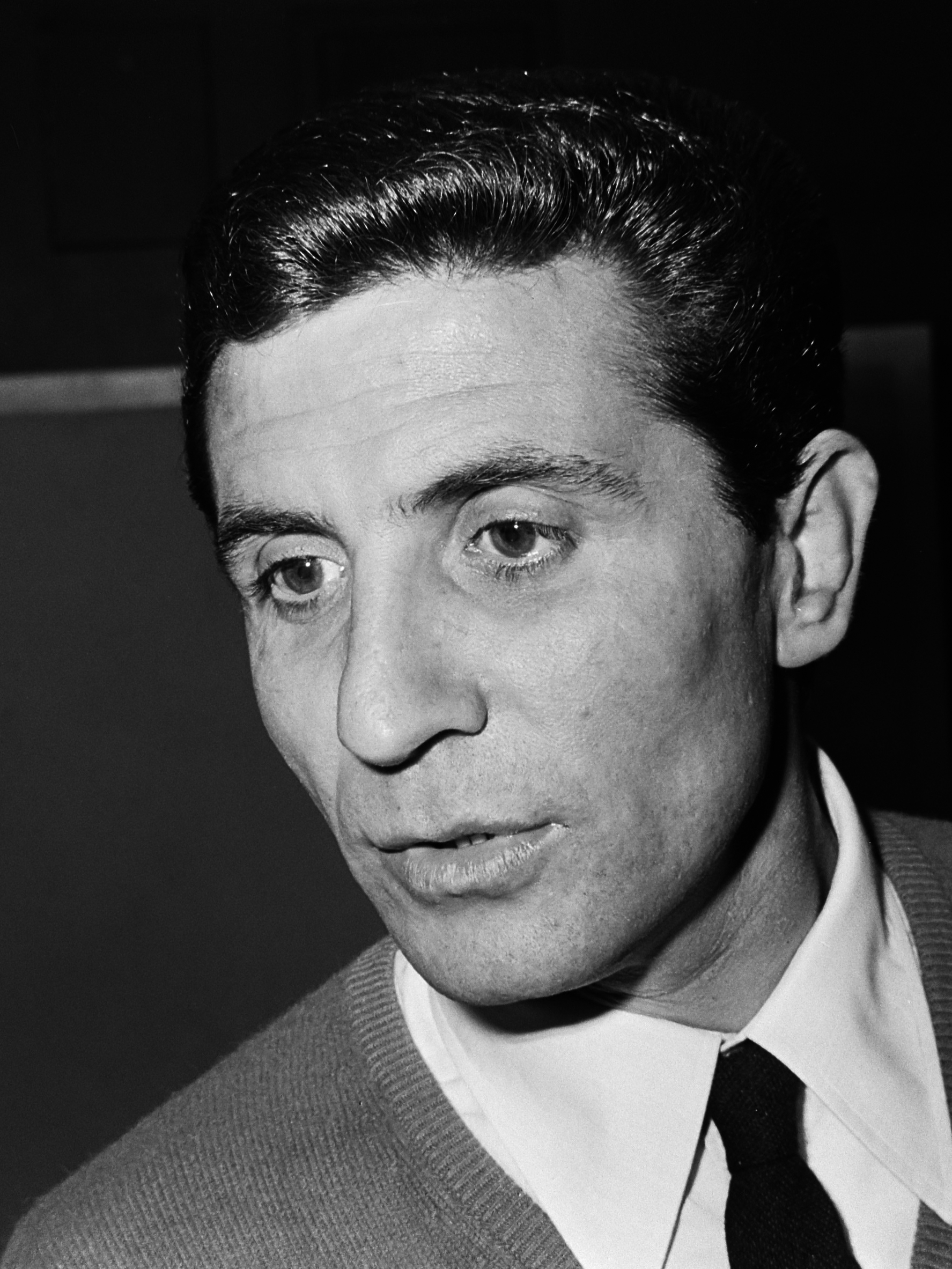
Gilbert Bécaud (* 24. října)

Robert Hossein (* 30. prosince)

  - Vernon L. Smith, americký ekonom, nositel Nobelovy ceny
  - Maurice Béjart, francouzský choreograf († 21. listopadu 2007)
- 5. ledna – Dieter Henrich, německý filozof († 17. prosince 2022)
- 6. ledna – Edmond Richard, francouzský kameraman († 5. června 2018)
- 9. ledna – Nada Mamulová, srbská interpretka lidových milostných písní († 11. října 2001)
- 10. ledna – Joseph Sandler, britský psychoanalytik († 6. října 1998)
- 13. ledna – Sydney Brenner, jihoafrický biolog, nositel Nobelovy ceny († 5. dubna 2019)
- 20. ledna – Štefan Nosáľ, slovenský choreograf a režisér († 22. července 2017)
- 25. ledna
  - Jicchak Chofi, izraelský generál a ředitel Mosadu († 15. září 2014)
  - Antonio Carlos Jobim, brazilský hudebník († 8. prosince 1994)
- 27. ledna – Giovanni Arpino, italský spisovatel († 10. prosince 1987)
- 30. ledna – Olof Palme, švédský předseda vlády († 28. února 1986)
- 1. února – Galway Kinnell, americký spisovatel († 28. října 2014)
- 2. února – Stan Getz, americký jazzový saxofonista († 6. června 1991)
- 6. února – Tom McIntosh, americký jazzový pozounista († 26. července 2017)
- 7. února
  - Juliette Gréco, francouzská zpěvačka, herečka a šansoniérka († 23. září 2020)
  - Volodymyr Kuc, sovětský běžec na dlouhé tratě, olympionik († 16. srpna 1975)
- 14. února
  - Roy Adzak, britský malíř, sochař, rytec a fotograf († 30. ledna 1987)
  - Lois Maxwellová, kanadská herečka († 29. září 2007)
- 15. února – Carlo Maria Martini, italský kardinál a milánský arcibiskup († 31. srpna 2012)
- 17. února – Juan Almeida Bosque, kubánský revolucionář († 11. září 2009)
- 20. února
  - Hubert de Givenchy, francouzský aristokrat a módní návrhář († 10. března 2018)
  - Sidney Poitier, americký herec († 6. ledna 2022)
  - Ibrahim Ferrer, kubánský zpěvák († 6. srpna 2005)
- 21. února – Erma Bombecková, americká humoristka († 22. dubna 1996)
- 23. února – Robert N. Bellah, americký sociolog († 31. července 2013)
- 24. února
  - Jacqueline Roque, druhá manželka Pabla Picassa († 15. října 1986)
  - Emmanuelle Riva, francouzská herečka († 27. ledna 2017)
- 25. únor – Ralph Stanley, americký zpěvák a hráč na banjo († 23. června 2016)
- 1. března
  - Harry Belafonte, americký zpěvák († 25. dubna 2023)
  - Claude Gensac, francouzská herečka († 27. prosince 2016)
  - George Ogden Abell, americký astronom († 7. října 1983)
  - Ivan Krivosudský, slovenský herec († 4. prosince 2010)
  - Robert Bork, americký teoretik práva a soudce († 19. listopadu 2012)
- 6. března
  - Gabriel García Márquez, kolumbijský spisovatel († 17. dubna 2014)
  - Gordon Cooper, astronaut NASA († 4. října 2004)
- 8. března
  - Dick Hyman, americký klavírista a hudební skladatel
  - Harry Thürk, německý novinář a spisovatel († 24. listopadu 2005)
- 12. března
  - Raúl Alfonsín, argentinský prezident († 31. března 2009)
  - André Green, francouzský psychoanalytik a spisovatel († 22. ledna 2012)
- 16. března – Vladimir Komarov, sovětský kosmonaut († 24. dubna 1967)
- 17. března – Dušan Kuzma, slovenský architekt († 17. června 2008)
- 21. března – Hans-Dietrich Genscher, ministr zahraničních věcí a vicekancléř Německa († 31. března 2016)
- 23. března – Lu Wen-fu, čínský spisovatel († 9. července 2005)
- 24. března – Martin Walser, německý spisovatel († 28. července 2023)
- 26. března – Hana Ezrová, československá hráčka a funkcionářka basketbalu († 19. ledna 2020)
- 27. března
  - Horst Sachs, německý matematik († 25. dubna 2016)
  - François Furet, francouzský historik († 12. července 1997)
  - Mstislav Rostropovič, ruský violoncellista a dirigent († 27. dubna 2007)
- 28. března – Theo Colborn, americká bioložka († 14. prosince 2014)
- 29. března – John Vane, anglický farmakolog a biochemik, nositel Nobelovy ceny († 19. listopadu 2004)
- 31. března
  - Eduardo Martínez Somalo, španělský kardinál († 10. srpna 2021)
  - César Chávez, americký aktivista mexického původu († 13. dubna 1993)
  - Vladimir Sergejevič Iljušin, sovětský zkušební pilot († 1. března 2010)
- 2. dubna – Ferenc Puskás, maďarský fotbalista a trenér († 17. listopadu 2006)
- 6. dubna – Gerry Mulligan, americký jazzový hudebník a skladatel († 20. ledna 1996)
- 7. dubna – Babatunde Olatunji, nigerijský perkusionista († 6. dubna 2003)
- 11. dubna – Dušan Slobodník, slovenský spisovatel, politik, ministr kultury SR († 13. prosince 2001)
- 14. dubna – Alan MacDiarmid, novozélandský chemik, nositel Nobelovy ceny († 7. února 2007)
- 16. dubna – Benedikt XVI., emeritní papež († 31. prosince 2022)
- 17. dubna – Ferenc Örsi, maďarský prozaik a dramatik († 13. srpna 1994)
- 18. dubna
  - Samuel Huntington, americký politický teoretik († 24. prosince 2008)
  - Tadeusz Mazowiecki, polský premiér († 28. října 2013)
- 20. dubna
  - Karl Alexander Müller, švýcarský fyzik, nositel Nobelovy ceny († 9. ledna 2023)
  - Phil Hill, americký automobilový závodník († 29. srpna 2008)
- 24. dubna – Josy Barthel, lucemburský olympijský vítěz na patnáctistovce († 9. července 1992)
- 25. dubna – Albert Uderzo, francouzský kreslíř a ilustrátor († 24. března 2020)
- 27. dubna – Drago Tršar, slovinský sochař († 10. dubna 2023)
- 1. května – Morio Kita, japonský lékař a spisovatel († 24. října 2011)
- 2. května
  - Anna Shuttleworth, anglická violoncellistka († 2. března 2021)
  - Víctor Rodríguez Andrade, uruguayský fotbalista († 19. května 1985)
- 5. května – Robert Spaemann, německý filosof († 10. prosince 2018)
- 7. května – Veikko Huovinen, finský spisovatel († 4. října 2009)
- 8. května
  - Phil Cohran, americký jazzový trumpetista († 28. června 2017)
  - László Paskai, arcibiskup ostřihomsko-budapešťský († 17. srpna 2015)
- 9. května – Manfred Eigen, německý chemik, nositel Nobelovy ceny († 6. února 2019)
- 18. května – François Nourissier, francouzský spisovatel a publicista († 15. února 2011)
- 19. května – Serge Lang, francouzský matematik († 12. září 2005)
- 20. května – Franciszek Macharski, polský kardinál († 2. srpna 2016)
- 22. května – George A. Olah, americký maďarského původu, nositel Nobelovy ceny († 8. března 2017)
- 25. května
  - Norman Petty, americký hudebník, skladatel a producent († 15. srpna 1984)
  - Robert Ludlum, americký spisovatel († 12. března 2001)
- 26. května – Endel Tulving, estonsko-kanadský a psycholog († 11. září 2023)
- 29. května – Varkey Vithayathil, arcibiskup katolické církve syrsko-malabarského ritu, kardinál († 1. dubna 2011)
- 31. května – Red Holloway, americký jazzový saxofonista († 25. února 2012)
- 5. června – Alexandru Mirodan, rumunský a izraelský dramatik, novinář a literární historik († 10. března 2010)
- 7. června – Mária Kráľovičová, slovenská herečka († 5. prosince 2022)
- 9. června – Helmut Zilk, starosta Vídně († 24. října 2008)
- 15. června – Hugo Pratt, italský kreslíř komiksů († 20. srpna 1995)
- 17. června – András Sütő, maďarský spisovatel († 30. září 2006)
- 18. června – Paul Eddington, britský herec († 4. listopadu 1995)
- 20. června – Vjačeslav Michajlovič Koťonočkin, ruský výtvarník a animátor († 20. listopadu 2000)
- 24. června – Martin Lewis Perl, americký fyzik, nositel Nobelovy ceny († 30. září 2014)
- 26. června
  - Dimitar Popov, bulharský premiér († 5. prosince 2015)
  - Jerry Schatzberg, americký fotograf a režisér
- 28. června
  - Boris Šilkov, sovětský rychlobruslař, olympionik († 27. června 2015)
  - Sherwood Rowland, americký chemik, nositel Nobelovy ceny († 10. března 2012)
- 30. června – Shirley Fryová, americká tenistka († 13. července 2021)
- 1. července
  - Alan Jack Charig, britský vertebrátní paleontolog († 15. července 1997)
  - Čandra Šékhar, ministerský předseda Indie († 8. července 2007)
  - Leo Klejn, ruský archeolog, antropolog a filolog († 7. listopadu 2019)
- 2. července – Brock Peters, americký herec († 23. srpna 2005)
- 3. července – Ken Russell, anglický filmový režisér († 27. listopadu 2011)
- 4. července – Gina Lollobrigida, italská herečka († 16. ledna 2023)
- 6. července – Janet Leighová, americká herečka († 3. října 2004)
- 7. července – Doc Severinsen, americký jazzový trumpetista
- 13. července – Simone Veilová, francouzská politička a právnička († 30. června 2017)
- 15. července – Krystyna Broll-Jarecka, polská básnířka († 24. listopadu 2011)
- 16. července – Serge Baudo, francouzský dirigent
- 17. července
  - Miroslav Válek, slovenský spisovatel a politik, ministr kultury († 27. ledna 1991)
  - Lucio Fulci, italský režisér, scenárista a herec († 13. března 1996)
- 18. července – Don Bagley, americký jazzový kontrabasista († 26. července 2012)
- 20. července – Ljudmila Alexejevová, ruská historička, aktivistka na poli ochrany lidských práv († 8. prosince 2018)
- 23. července – Elliott See, americký letecký inženýr a astronaut († 28. února 1966)
- 24. července – Alex Katz, americký výtvarník
- 27. července – Harry Mulisch, nizozemský spisovatel († 30. října 2010)
- 28. července – John Ashbery, americký básník a novinář († 3. září 2017)
- 30. července – Jocelyn Hay, velšská novinářka († 21. ledna 2014)
- 9. srpna
  - Daniel Keyes, americký spisovatel († 15. června 2014)
  - Marvin Minsky, americký informatik († 24. ledna 2016)
- 12. srpna – Porter Wagoner, americký country zpěvák († 28. října 2007)
- 18. srpna
  - Rosalynn Carterová, manželka amerického prezidenta Jimmyho Cartera († 19. listopadu 2023)
  - Marvin Harris, americký antropolog († 25. října 2001)
- 21. srpna – Wilhelm Killmayer, německý dirigent a skladatel († 20. srpna 2017)
- 22. srpna – Malachi Favors, americký jazzový kontrabasista († 30. ledna 2004)
- 23. srpna
  - Martial Solal, francouzský jazzový klavírista a skladatel († 12. prosince 2024)
  - Ľubor Kresák, slovenský astronom († 20. ledna 1994)
- 24. srpna – Harry Markowitz, americký ekonom, nositel Nobelovy ceny († 22. června 2023)
- 25. srpna – Althea Gibsonová, americká tenistka († 28. září 2003)
- 28. srpna – Vieroslav Matušík, slovenský hudební skladatel († 15. ledna 1995)
- 31. srpna – Anthony Bate, britský herec († 19. června 2012)
- 2. září
  - Cvi Avni, izraelský hudební skladatel
  - Rudolf Filkus, slovenský ekonom a politik († 17. prosince 2013)
- 4. září – John McCarthy, americký informatik († 23. října 2011)
- 7. září – François Billetdoux, francouzský spisovatel († 26. listopadu 1991)
- 8. září
  - Gabdulchaj Achatov, sovětský lingvista († 25. listopadu 1986)
  - Harlan Howard, americký textař country († 3. března 2002)
- 9. září – Elvin Jones, americký jazzový bubeník († 18. května 2004)
- 10. září – Gwen Watford, britská herečka († 6. února 1994)
- 13. září – Tzannis Tzannetakis, řecký premiér († 1. dubna 2010)
- 14. září – Edmund Casimir Szoka, americký kardinál († 20. srpna 2014)
- 16. září – Peter Falk, americký herec († 23. června 2011)
- 25. září – Colin Davis, anglický dirigent († 14. dubna 2013)
- 27. září – Emmanuel III. Delly, irácký katolický kněz, kardinál († 8. dubna 2014)
- 7. října
  - Ronald David Laing, skotský psychiatr († 23. srpna 1989)
  - Al Martino, americký zpěvák a herec († 13. října 2009)
- 11. října – Josefína Šarlota Belgická, belgická princezna († 10. ledna 2005)
- 13. října
  - Lee Konitz, americký jazzový altsaxofonista a skladatel († 15. dubna 2020)
  - Turgut Özal, turecký prezident († 17. dubna 1993)
- 14. října
  - Roger Moore, anglický herec († 23. května 2017)
  - Kenny Roberts, americký country zpěvák († 29. dubna 2012)
- 16. října
  - Günter Grass, německý spisovatel, nositel Nobelovy ceny († 13. dubna 2015)
  - Ray Johnson, americký výtvarník († 13. ledna 1995)
- 17. října – Paul Pimsleur, americký lingvista († 22. června 1976)
- 19. října – Jean-Marie Bastien-Thiry, vůdce spiknutí proti francouzskému prezidentovi Charlesi de Gaullovi († 11. března 1963)
- 21. října
  - Howard Zieff, americký režisér a reklamní fotograf († 22. února 2009)
  - Fran Landesman, americká textařka a básnířka († 23. července 2011)
- 23. října – Leszek Kołakowski, polský filosof a historik († 17. července 2009)
- 24. října – Gilbert Bécaud, francouzský šansoniér, skladatel a herec († 18. prosince 2001)
- 25. října – Lawrence Kohlberg, americký psycholog († 19. ledna 1987)
- 26. října – Warne Marsh, americký jazzový saxofonista († 18. prosince 1987)
- 27. října
  - Júlio Duarte Langa, mosambický kardinál
  - Bernard Parmegiani, francouzský skladatel († 21. listopadu 2013)
- 28. října – Vladimír Kompánek, slovenský sochař a malíř († 20. ledna 2011)
- 29. října – George C. Scott, americký herec († 22. září 1999)
- 31. října – Branko Petranović, srbský právník a historik († 17. června 1994)
- 3. listopadu
  - Odvar Nordli, norský premiér († 9. ledna 2018)
  - Zbigniew Cybulski, polský herec († 8. ledna 1967)
- 8. listopadu – Patti Page, americká zpěvačka († 1. ledna 2013)
- 9. listopadu – Šlomo Lahat, izraelský generál a politik († 1. října 2014)
- 11. listopadu – Mose Allison, americký klavírista a zpěvák († 15. listopadu 2016)
- 12. listopadu
  - Hans Blohm, kanadský fotograf († 4. prosince 2021)
  - Jutaka Tanijama, japonský matematik († 17. listopadu 1958)
- 14. listopadu
  - McLean Stevenson, americký herec a scenárista († 15. února 1996)
  - Narciso Yepes, španělský klasický kytarista († 3. května 1997)
- 17. listopadu – Robert Butler, americký filmový a televizní režisér  († 3. listopadu 2023)
- 18. listopadu – Hank Ballard, americký zpěvák († 2. března 2003)
- 21. listopadu – Andrej Chudoba, slovenský spisovatel († 21. ledna 2014)
- 23. listopadu – Angelo Sodano, kardinál státní sekretář Vatikánu († 27. května 2022)
- 24. listopadu – Ahmadou Kourouma, frankofonní spisovatel z Pobřeží slonoviny († 11. prosince 2003)
- 26. listopadu – Herbert Freudenberger, americký psychoanalytik († 29. listopadu 1999)
- 28. listopadu – Joan Ponc, katalánský malíř († 4. dubna 1984)
- 30. listopadu – Martha Cowles Chase, americká genetička († 8. srpna 2003)
- 2. prosince – Karol Nandrásky, slovenský evangelický teolog a filozof († 11. července 2016)
- 3. prosince – Andy Williams, americký zpěvák a herec († 25. září 2012)
- 4. prosince
  - William Labov, americký jazykovědec († 17. prosince 2024)
  - Manuel Puntillita Licea, kubánský zpěvák († 4. prosince 2000)
- 5. prosince – Pchúmipchon Adunjadét, thajský král († 13. října 2016)
- 8. prosince
  - Vladimir Šatalov, sovětský vojenský letec a kosmonaut († 15. června 2021)
  - Niklas Luhmann, německý sociolog († 6. listopadu 1998)
- 10. prosince – Harvey Glatman, americký sériový vrah, násilník a fotograf († 18. září 1959)
- 12. prosince – Robert Noyce, americký fyzik († 3. června 1990)
- 13. prosince
  - Geneviève Pageová, francouzská herečka († 14. února 2025)
  - Gerald Whitham, britský matematik († 26. ledna 2014)
- 18. prosince – Ramsey Clark, americký advokát a aktivista mírového hnutí († 9. dubna 2021)
- 19. prosince – Nikolaj (metropolita), pravoslavný arcibiskup prešovský († 30. ledna 2006)
- 20. prosince – Kim Jong-sam, korejský prezident († 22. listopadu 2015)
- 24. prosince – Yvon Mauffret, francouzský novinář a spisovatel († 15. března 2011)
- 25. prosince
  - Ernie Andrews, americký zpěvák († 21. února 2022)
  - Ram Narayan, hindský hudebník († 9. listopadu 2024)
- 26. prosince – Alan King, americký komik († 9. května 2004)
- 27. prosince – Bill Crow, americký jazzový kontrabasista
- 29. prosince
  - Leon Kamin, americký psycholog († 22. prosince 2017)
  - Andy Stanfield, americký sprinter, olympionik († 15. června 1985)
- 30. prosince – Robert Hossein, francouzský režisér, herec a scenárista († 31. prosince 2020)

## Úmrtí

### Česko

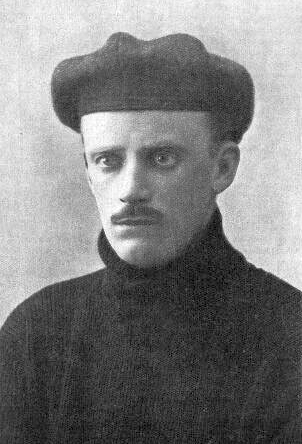
Jan Kašpar († 2. března)

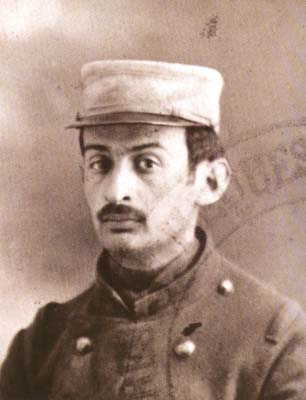
Otto Gutfreund († 2. června)

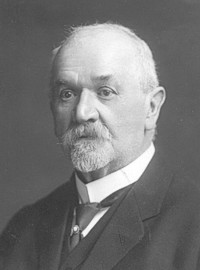
Josef Thomayer († 18. října)

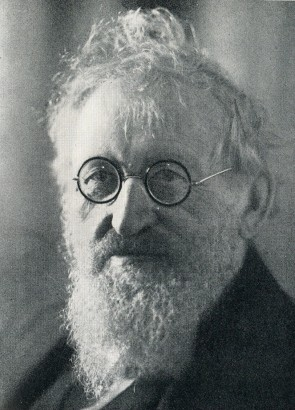
Karel Matěj Čapek-Chod († 3. listopadu)

- 05. ledna – Jaroslav Poláček, československý fotbalový reprezentant (* 5. dubna 1905)
- 12. ledna – Josef Dürich, politik (* 19. srpna 1847)
- 15. ledna – Jan Jindáček, poslanec Českého zemského sněmu, starosta Hořovic (* 25. října 1846)
- 19. ledna – Leopold Katz, advokát a mecenáš umění (* 29. září 1854)
- 29. ledna – Julius Jeroným Christin, pedagog a amatérský archeolog (* 17. února 1849)
- 02. února – Vojtěch Čipera, československý politik (* 20. dubna 1869)
- 02. března
  - Antonín Heveroch, psychiatr a neurolog (* 19. ledna 1869)
  - Jan Kašpar, inženýr, letecký konstruktér a první český pilot (* 20. května 1883)
- 17. března – Edvín Bayer, botanik (* 17. února 1862)
- 18. března – Jindřich Geisler, moravský kněz, hudební kritik, muzikant, organizátor hudebního života (* 15. července 1849)
- 25. března – Alois Adlof, kazatel Jednoty českobratrské (* 16. března 1861)
- 02. dubna – Bohuš Pavel Alois Lepař, právník a spisovatel (* 9. prosince 1854)
- 12. dubna – Bartoloměj Navrátil, matematik a fyzik (* 1. září 1848)
- 08. května – Jan Janošík, profesor anatomie a histologie (* 26. června 1856)
- 20. května – Josef Patzel, československý politik německé národnosti (* 15. července 1876)
- 02. června – Otto Gutfreund, kubistický sochař (* 3. srpna 1889)
- 12. června – Karel Farský, biskup a první patriarcha Církve československé husitské (* 26. července 1880)
- 24. července – Karel Vítězslav Mašek, malíř, architekt a ilustrátor (* 1. září 1865)
- 26. července – František Obzina, politik (* 13. května 1871)
- 01. srpna – Ján Mitrovčák, politik (* 4. ledna 1860)
- 12. srpna – Karel Statečný, první profesor na Husově československé evangelické fakultě bohoslovecké v Praze (* 6. července 1870)
- 30. srpna – Benedikt Braun, diplomat a vrchní schwarzenberský správce zámků (* 21. března 1867)
- 07. září – Josef Theurer, fyzik a matematik (* 20. listopadu 1862)
- 21. září – Jindřich Záhoř, lékař, pražský městský hygienik a politik (* 6. listopadu 1845)
- 06. října – Martin Lecián, kasař a sériový vrah (* 31. října 1900)
- 08. října – Ferdinand Maurer, rakousko-uherský státní úředník a spisovatel (* 5. března 1866)
- 15. října – Jan Smyčka, lékař, starosta města Litovle a muzejní pracovník (* 21. května 1855)
- 18. října
  - Rafael Kozák, vojenský kaplan, podplukovník (* 23. října 1864)
  - Josef Thomayer, lékař (* 23. března 1853)
- 21. října – Josef Novák, středoškolský profesor (* 8. března 1849)
- 31. října – Emil Kozánek, hudební organizátor, hudebník a advokát (* 12. května 1856)
- 03. listopadu – Karel Matěj Čapek-Chod, spisovatel (* 21. února 1860)
- 24. listopadu – Alfred August Windischgrätz, šlechtic (* 31. října 1851)
- 29. listopadu – Pavel Blaho, slovenský lékař a československý politik (* 25. března 1867)
- 03. prosince – Václav Alois Jung, jazykovědec a lexikograf (* 8. srpna 1858)
- 12. prosince – Heinrich Rietsch, rakouský hudební vědec a skladatel českého původu (* 22. září 1860)
- 24. prosince – Rudolf Kristián Wrbna-Kounic, šlechtic, c. k. komoří u vídeňského dvora (* 4. června 1864)
- 27. prosince
  - Josef Beneš, matematik (* 3. září 1859)
  - Otto Serényi, moravský šlechtic, velkostatkář a politik (* 21. září 1855)

### Svět

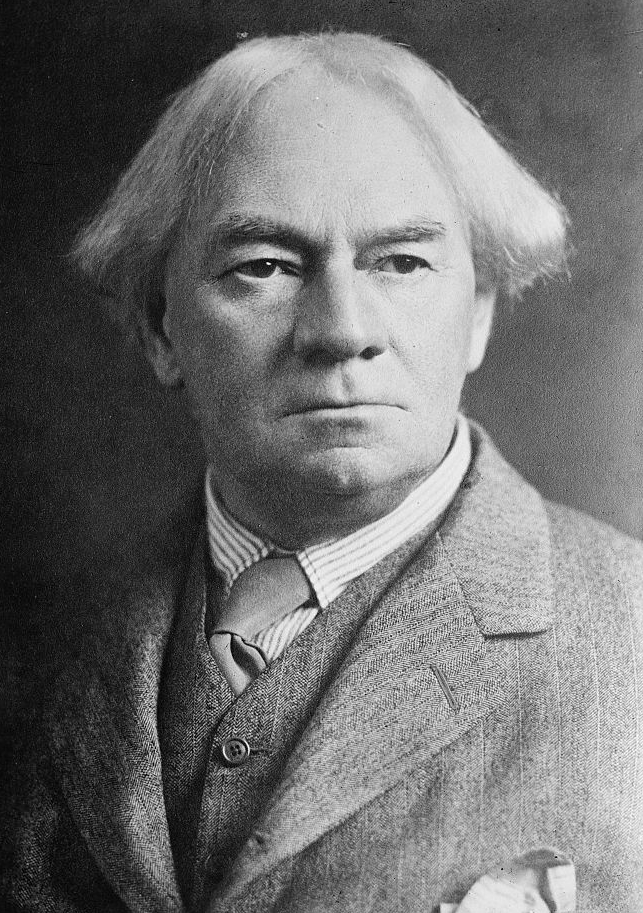
Jerome Klapka Jerome († 14. června)

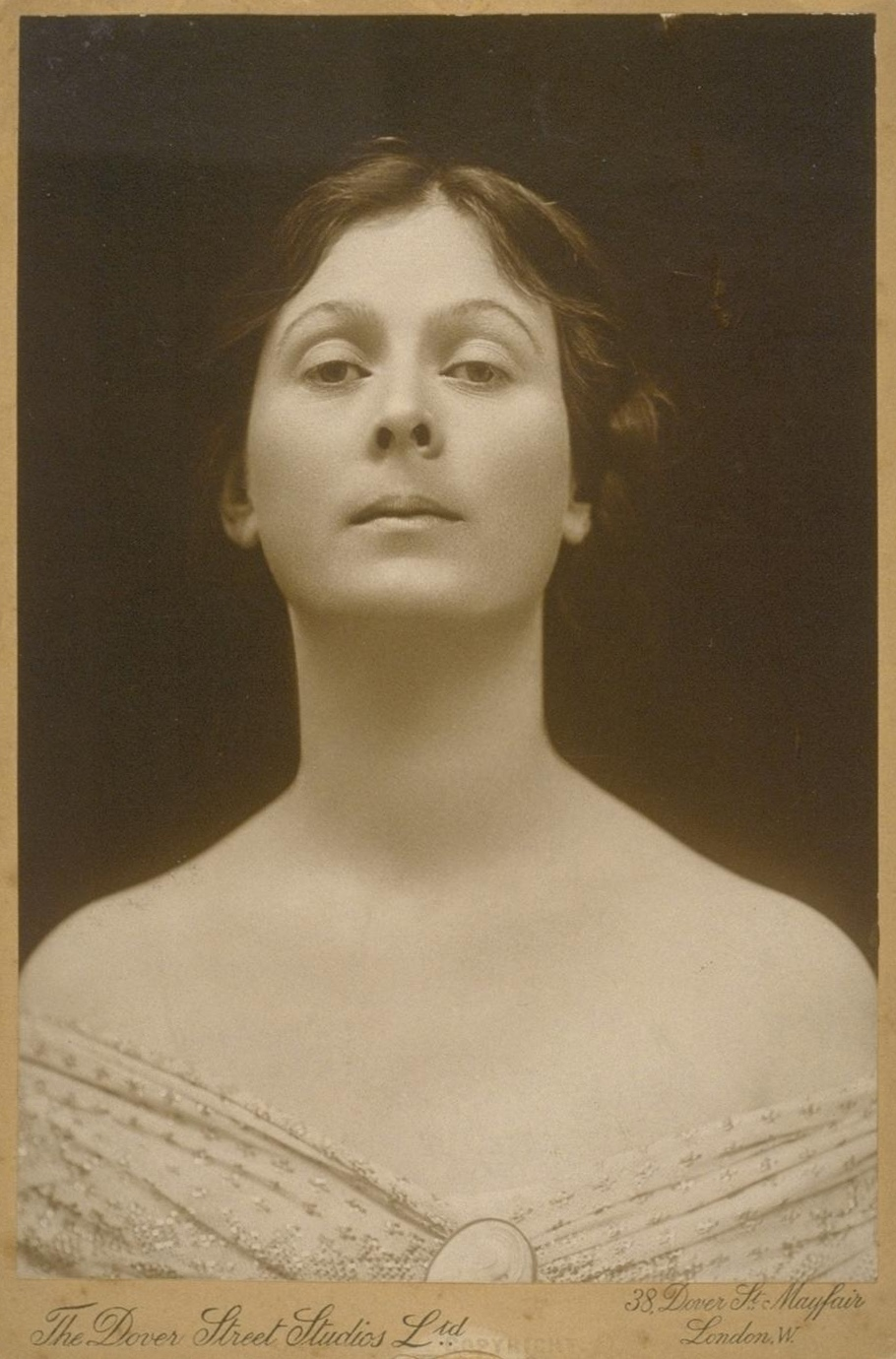
Isadora Duncan († 14. září)

- 2. ledna – Achad ha-Am, židovský esejista (* 18. srpna 1856)
- 3. ledna – Carl Runge, německý matematik a fyzik (* 30. srpna 1856)
- 9. ledna – Houston Stewart Chamberlain, myslitel a spisovatel britského původu (* 9. září 1855)
- 15. ledna – David Janowski, francouzský šachový mistr (* 25. května 1868)
- 16. ledna – Leopold Steiner, zemský hejtman Dolních Rakous (* 18. října 1857)
- 19. ledna
  - Charlotta Belgická, mexická císařovna (* 7. června 1840)
  - Georg Brandes, dánský myslitel a literární kritik (* 4. ledna 1842)
- 21. ledna – Charles Warren, policejní komisař Londýna (* 7. února 1840)
- 23. ledna – Hilma Angered Strandbergová, švédská spisovatelka (* 10. června 1855)
- 30. ledna – Rudolf König, rakouský obchodník, amatérský astronom (* 18. srpna 1865)
- 16. února
  - Friedrich Reinitzer, rakouský botanik a chemik (* 25. února 1857)
  - Jonas Basanavičius, litevský lékař, historik, spisovatel, národní obrozenec (* 23. listopadu 1851)
- 21. února – Angus Buchanan, skotský ragbista (*15. ledna 1847)
- 27. února – Luke Fildes, anglický malíř (* 3. října 1843)
- 3. března – Michail Petrovič Arcybašev, ruský naturalistický spisovatel (* 6. listopadu 1878)
- 14. března
  - Jānis Čakste, lotyšský prezident (* 14. září 1859)
  - Max Weiss, rakouský šachový mistr (* 21. července 1857)
- 25. března – Johanne Hesbecková, dánská fotografka (* 2. září 1873)
- 27. března – William Healey Dall, americký přírodovědec (* 21. srpna 1845)
- 30. března – Sarah Laddová, americká fotografka (* 13. dubna 1857)
- 2. dubna – Ottokár Prohászka, uherský teolog a biskup ve Stoličném Bělehradě (* 10. října 1858)
- 6. dubna – Friedrich Ohmann, rakouský architekt (* 21. prosince 1858)
- 9. dubna – Georg Ossian Sars, norský mořský biolog (* 20. dubna 1837)
- 15. dubna – Gaston Leroux, francouzský spisovatel (* 6. května 1868)
- 20. dubna – Enrique Simonet, španělský malíř (* 2. února 1866)
- 22. dubna – Heinrich Prade, rakousko-uherský politik (* 5. června 1853)
- 24. dubna – Carl H. Eigenmann, americký ichtyolog (* 9. března 1863)
- 1. května – Oscar Swahn, sportovní střelec (* 20. října 1847)
- 2. května – Ernest Starling, britský fyziolog (* 17. dubna 1866)
- 4. května – Gustav Tschermak, rakouský mineralog (* 19. dubna 1836)
- 5. května – Adolf Miethe, německý vynálezce v oblasti fotografické techniky (* 25. dubna 1862)
- 11. května – Juan Gris, španělský malíř (* 23. března 1887)
- 12. května – Guido von Call, předlitavský politik (* 6. září 1849)
- 15. května – Warren Tay, britský oftalmolog (* 1843)
- 18. května – Andrew Kehoe, americký masový vrah (* 1. února 1872)
- 23. května – József Rippl-Rónai, maďarský malíř (* 25. listopadu 1861)
- 26. května – Béla Szenes, maďarský spisovatel (* 18. ledna 1894)
- 3. června – Klotylda Sasko-Kobursko-Gothajská, saská princezna a rakouská arcivévodkyně (* 8. července 1846)
- 9. června – Ludwig Christian Haeusser, potulný německý kazatel (* 6. listopadu 1881)
- 14. června – Jerome Klapka Jerome, anglický spisovatel (* 2. května 1859)
- 26. června – Armand Guillaumin, francouzský malíř (* 16. února 1841)
- 5. července – Albrecht Kossel, německý lékař, nositel Nobelovy ceny (* 16. září 1853)
- 14. července – Fritz Hofmann, německý atlet a gymnasta, olympionik (* 19. června 1871)
- 15. července – Constance Markieviczová, irská politička (* 4. února 1868)
- 20. července – Ferdinand I. Rumunský, rumunský král (* 24. srpna 1865)
- 24. července – Rjúnosuke Akutagawa, japonský spisovatel (* 1. srpna 1892)
- 25. července – Ján Černoch, ostřihomský arcibiskup a kardinál (* 18. dubna 1852)
- 3. srpna – Edward Bradford Titchener, anglicko-americký psycholog (* 11. ledna 1867)
- 4. srpna – Eugène Atget, francouzský fotograf (* 12. února 1857)
- 9. srpna – Heinrich Teweles, pražský německý novinář, spisovatel, dramatik a divadelní ředitel (* 13. listopadu 1856)
- 13. srpna
  - Mieczysław Szczuka, polský avantgardní umělec (* 19. října 1898)
  - James Oliver Curwood, americký spisovatel (* 12. června 1878)
  - Hermann Abert, německý muzikolog (* 25. března 1871)
- 17. srpna – Erik Ivar Fredholm, švédský matematik (* 7. dubna 1866)
- 18. srpna – Sascha Schneider, německý malíř (* 21. září 1870)
- 20. srpna – Ludwig Wrba, předlitavský politik (* 6. března 1844)
- 21. srpna – William Burnside, anglický matematik (* 2. července 1852)
- 31. srpna – Andranik Ozanian, arménský generál, národní hrdina (* 25. února 1865)
- 3. září – Chatanbátar Magsardžav, předseda vlády Vnějšího Mongolska (* 10. června 1877)
- 5. září – Marcus Loew, zakladatel filmových společností Loews Cineplex Entertainment a Metro-Goldwyn-Mayer (* 7. května 1870)
- 13. září – Antoni Listowski, polský generál (* 29. března 1865)
- 14. září
  - Hugo Ball, německý spisovatel a básník (* 22. února 1886)
  - Isadora Duncanová, americká tanečnice (* 26. května 1878)
- 29. září – Georg Wulf, německý letecký konstruktér (* 17. května 1895)
- 2. října – Svante Arrhenius, švédský fyzik a chemik, nositel Nobelovy ceny (* 19. února 1859)
- 7. října – Paul Sérusier, francouzský malíř (* 9. listopadu 1864)
- 8. října – Marie Terezie Rakousko-Těšínská, rakouská arcivévodkyně (* 15. července 1845)
- 12. října – Benjamin Daydon Jackson, anglický botanik (* 3. dubna 1846)
- 13. října – Jindřich XXIV. z Reussu, poslední kníže starší linie Reussů (* 20. března 1878)
- 22. října – Borisav Stanković, srbský spisovatel (* 22. března 1879)
- 29. října – Leonard Nelson, německý matematik a profesor filosofie (* 11. července 1882)
- 11. listopadu – Wilhelm Johannsen, dánský biolog a botanik (* 3. února 1857)
- 16. listopadu – Ernst Rüdiger kníže von Starhemberg, rakouský velkostatkář a politik (* 30. listopadu 1861)
- 17. listopadu – Adolf Abramovič Joffe, ruský revolucionář, sovětský politik a diplomat (* 22. října 1882)
- 18. listopadu – Scipione Borghese, italský průmyslník, politik, horolezec a automobilový závodník (* 11. září 1871)
- 23. listopadu
  - Michal Pro, jezuitský kněz a mučedník, katolický světec (* 13. ledna 1891)
  - Stanisław Przybyszewski, polský spisovatel (* 7. května 1868)
- 4. prosince – Alexander Joseph Kolowrat-Krakowský, rakouský filmový producent (* 29. ledna 1886)
- 5. prosince – Fjodor Sologub, ruský básník (* 1. března 1863)
- 7. prosince – Gustave Fougères, francouzský archeolog (* 24. dubna 1863)
- 9. prosince – Franz Rohr von Denta, rakouský polní maršál (* 30. října 1854)
- 12. prosince – Friedrich Kleinwächter, rakouský ekonom (* 25. února 1838)
- 21. prosince – Ludwig Beissner, německý zahradník a dendrolog (* 6. června 1843)
- 24. prosince – Vladimir Michajlovič Bechtěrev, ruský neurofyziolog (* 1. února 1857)

## Hlavy státu
- Československo – Tomáš Garrigue Masaryk
- Litva – Antanas Smetona
- Japonsko – Císař Šówa
- Svatý stolec – Pius XI.